# Șerbăneștii de Jos, Olt
Șerbăneștii de Jos este un sat în comuna Șerbănești, județul Olt, Muntenia, România.  
 Acest articol despre o localitate din județul Olt este deocamdată un ciot. Puteți ajuta Wikipedia prin completarea lui.

Sat de o frumusețe rară cu păduri verzi de foioase, străbătut de râul Cungrea și cu celebrul copac,Tecul de la Ionicesti.